# Левый фронт (Франция)
Ле́вый фро́нт (фр. Front de gauche, FG) — политический альянс, образованный в 2008 году, объединивший первоначально несколько французских левых партий для участия в выборах в Европейский парламент 2009 года. Коалиция продолжает активное участие в выборах. Фактически коалицию возглавляет — Жан-Люк Меланшон.

## Состав
На момент выборов в состав организации входили:
- Французская коммунистическая партия,
- Коммунистическая партия Реюньона,
- Левая партия,
- Унитарные левые (часть Революционной коммунистической лиги, отказавшаяся входить в Новую антикапиталистическую партию).

Эти же партии, в свою очередь, входят в состав международного объединения Европейских левых.
На выборах 2009 года Левый фронт также поддержала Конвенция за демократическую альтернативу, с 1990-х позиционировавшая себя как новая левая партия.
Позже в состав фронта вошли:
- Альтернативы (Les Alternatifs, партия образованная в результате слияния ОСП с движением Юкена «Новые левые за социализм, экологию и самоуправление»)
- Федерация за социальную и экологическую альтернативу (Fédération pour une alternative sociale et écologique, плюралистическое объединение организаций и выходцев из профсоюзной, компартийной, социалистической, троцкистской, альтерглобалистской или экологической среды),
- «Республика и социализм» (République et socialisme, откол от Республиканского и гражданского движения),
- Convergences et alternative, течение внутри преимущественно троцкистской Новой антикапиталистической партии,
- Антикапиталистические левые (Gauche anticapitaliste) — созданная в 2011 году фракция внутри Новой антикапиталистической партии, перешедшая в состав Левого фронта,
- Коммунистическая партия рабочих Франции (Parti communiste des ouvriers de France, ортодоксальная ходжаистская компартия).

## История
По результатам голосования в 2009 году Левый фронт получил 5 мандатов в Европейский парламент, включая 2 мандата Компартии, 1 мандат Левой партии, 1 мандат Компартии Реньона и 1 мандат беспартийного. Унитарные левые не получили ни одного мандата.
Фронт принимал участие и в региональных выборах Франции 2010 года, в нём помимо вышеуказанных первоначальных членов фронта (кроме Компартии Реюньона), приняли участие политические партии: Альтернативы и Политическое движение за народное образование. Фронт смог получить в первом туре 1 137 250 голосов (5,84 %), во втором 56 092 голосов (0,26 %).
В 2011 году Фронт принимал участие в выборах в Кантоны и в Сенат, на которых была коалиция с разными левыми партиями (в том числе соцпартия). На них левые получали большинство мест.

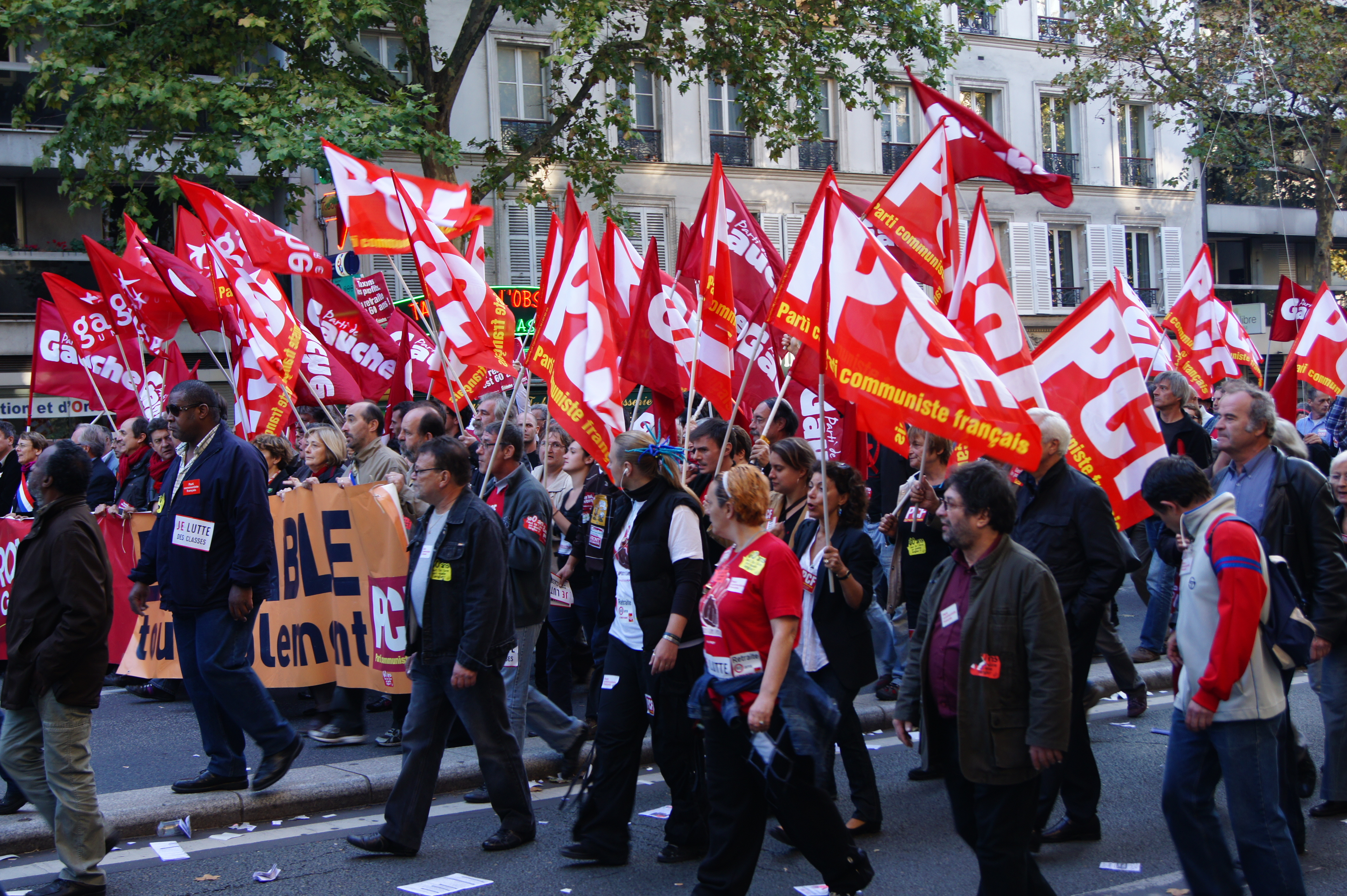
Активисты Левого фронта на демонстрации несут флаги партий — членов Левого фронта (12 октября 2010 года)

Один из ключевых деятелей фронта — Жан-Люк Меланшон (Левая партия) принял участие в президентских выборах 2012 года. Меланшон смог получить поддержку со стороны большинства членов Левого фронта. На съезде Французской коммунистической партии, который проходил 16-18 июня 2011 года, кандидатура Меланшона получила 59,12 % голосов членов съезда. 13 марта 2012 года на митинг в поддержку Меланшона вышло 100 тыс. человек. По результатам первого тура Меланшон получил 3 985 089 голосов (11,1 % от общего числа избирателей), заняв 4 место. Он заявил, что во втором туре поддержит социалиста Франсуа Олланда.
Также фронт принял участие в парламентских выборах 2012 года. По их результатам фронт получил право сформировать фракцию из 10 человек. Фракцию возглавил член ФКП Андре Шассань.
На выборах в Европарламент 2014 года коалиция Левый фронт набрала 6,34 %, получив 3 мандата из 74, отведённых Франции.

## Ключевые деятели
- Жан-Люк Меланшон
- Кристиан Пике
- Пьер Лоран